# قرار مجلس الأمن التابع للأمم المتحدة رقم 591
قرار مجلس الأمن التابع للأمم المتحدة رقم 591، المتخذ بالإجماع في 28 تشرين الثاني / نوفمبر 1986، بعد التذكير بالقرارات 418 (1977)، 421 (1977)، 473 (1980) و558 (1984)، شدد مجلس الأمن الحظر الإلزامي على توريد الأسلحة ضد نظام الفصل العنصري في جنوب أفريقيا في القرار 418 وجعله أكثر شمولاً. سعى القرار 591 إلى توضيح المصطلحات الغامضة من القرارات السابقة حول هذا الموضوع.
أقر المجلس بكفاح شعب جنوب إفريقيا، داعيًا إلى إقامة دولة ديمقراطية تتمتع بكامل الحقوق المدنية والسياسية على النحو المنصوص عليه في الإعلان العالمي لحقوق الإنسان (1948). كما أدان «النظام العنصري» في جنوب إفريقيا لقمعه لمعارضي الفصل العنصري وقتل المتظاهرين واحتجاز السجناء السياسيين وتحديه لقرارات مجلس الأمن والجمعية العامة.
وحث القرار الدول الأعضاء على ضمان عدم وصول مكونات المواد المحظورة إلى جنوب إفريقيا عبر دول ثالثة، بما في ذلك قطع غيار الطائرات وغيرها من المعدات العسكرية التابعة لجنوب إفريقيا، وأي مواد قد تشعر دول أخرى بأنها موجهة للاستخدام من قبل قوة الشرطة أو الجيش لجنوب أفريقيا. وشملت البنود الطائرات ومحركات الطائرات أو أجزائها والمعدات الإلكترونية ومعدات الاتصالات وأجهزة الكمبيوتر والمركبات ذات الدفع الرباعي. فيما يتعلق «بالأسلحة والمواد ذات الصلة» من القرار 418، فقد شمل ذلك الأسلحة النووية والاستراتيجية والتقليدية وجميع مركبات ومعدات الشرطة العسكرية وشبه العسكرية وغيرها من المواد ذات الصلة. وحث المجلس بشكل خاص على عدم التعاون في المجال النووي.
ثم واصل المجلس حث الدول الأعضاء على عدم تلقي أي واردات من الأسلحة أو الذخيرة أو المركبات العسكرية من جنوب أفريقيا، وطالب الدول التي لم تفعل ذلك بعد بوضع حد لجميع التبادلات والزيارات، بما في ذلك من قبل الموظفين الحكوميين. كما طلب من الدول الأعضاء، وتلك التي ليست أعضاء في الأمم المتحدة، عدم المشاركة في أي أنشطة في البلد قد تساهم في القدرة العسكرية لجنوب أفريقيا، وضمان أن تعكس التشريعات الوطنية ذلك. ومع ذلك، على الرغم من عدم اتفاقهم مع سياسات الفصل العنصري، إلا أن بعض الدول لا تزال تتعاون مع جنوب إفريقيا؛ قدمت إسرائيل والحكومة العسكرية في تشيلي الأسلحة وعملت باراغواي كدولة ثالثة تم تسليم البضائع إليها. أيضًا، كما راقبت العديد من الدول الأعضاء في الأمم المتحدة القرار، شهدت الدول والأقاليم غير الأعضاء، بما في ذلك تايوان، ارتفاعًا في حصة شركاتها العاملة في جنوب إفريقيا، على الرغم من أنها لم توفر الأسلحة بالضرورة، بسبب ضغوط الدول الأخرى.
وأخيراً، دعا القرار الأمين العام خافيير بيريز دي كوييار إلى تقديم تقرير عن التقدم المحرز في تنفيذ القرار الحالي في موعد أقصاه 30 حزيران / يونيو 1987.
على الرغم من اعتماد القرار بالإجماع، إلا أن أحكامه كانت طوعية. تم رفع العقوبات بموجب القرار 919 في عام 1994.

## روابط خارجية
- نص القرار في undocs.org